# Paradella harrisoni
Paradella harrisoni är en kräftdjursart som beskrevs av Müller 1995. Paradella harrisoni ingår i släktet Paradella och familjen klotkräftor.
Artens utbredningsområde är Kenya. Inga underarter finns listade i Catalogue of Life.